# В'язане графіті

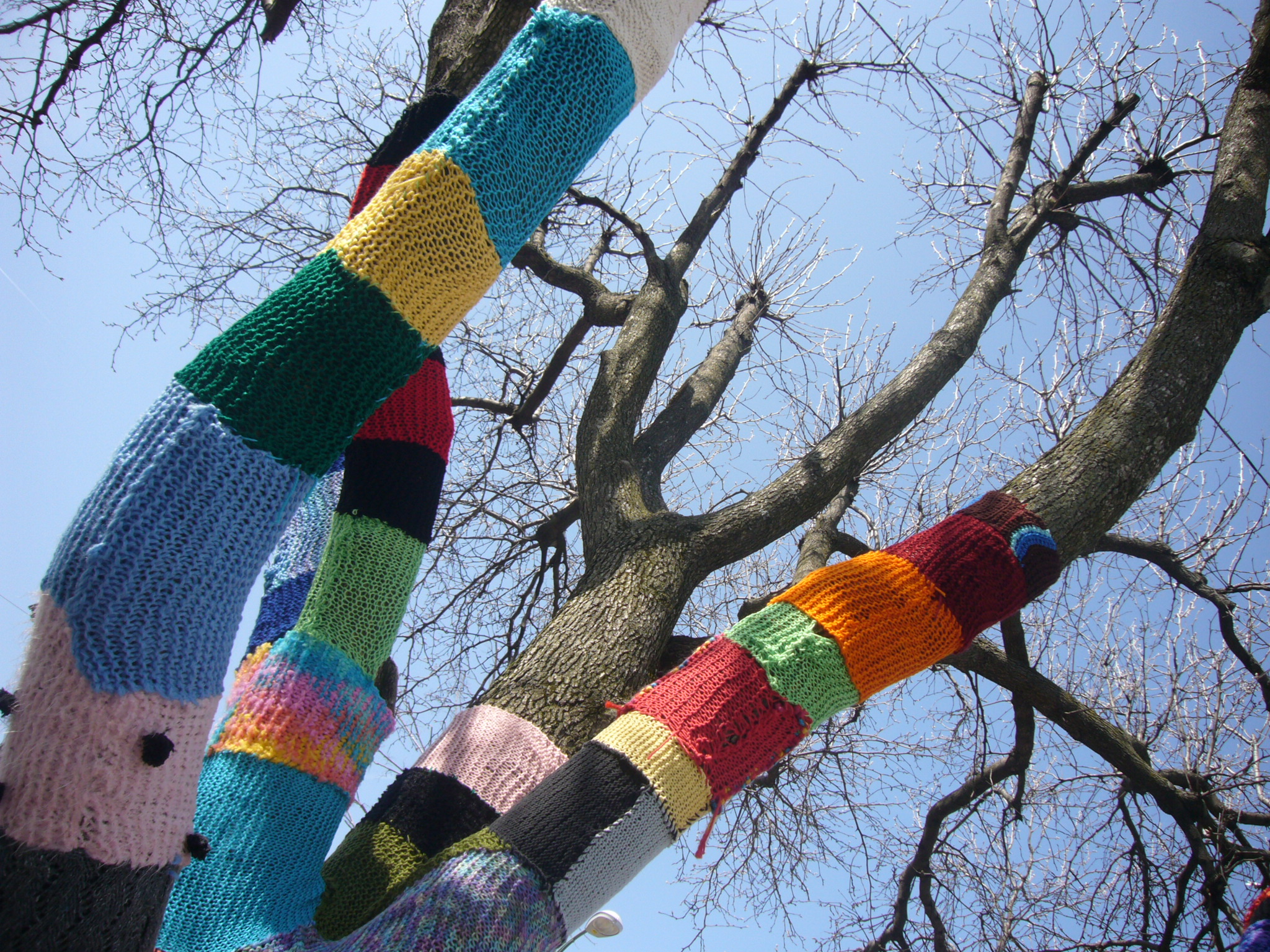
В'язане графіті на дереві, автор — Jafagirls

Вуличне в'язання, партизанське в'язання, в'язане ґрафіті, бомбардування пряжею (англ. yarn bombing, yarnbombing, yarnstorming, guerrilla knitting, graffiti knitting) — явище вуличної культури, що полягає в обв'язуванні елементів міських вулиць. Головною відмінністю від інших видів є використання кольорових ниток та тканин, а не фарби чи крейди.
Перші зразки з'явилися у травні 2004 року в нідерландському місті Ден-Гельдері та 2005 року в Техасі. Для тих робіт було використано непотрібні залишки тканини та незакінчені в'язальні проекти. Відтоді цей вид мистецтва набув значної популярності у світі.
На виконання такого в'язаного ґрафіті може піти багато часу, зате процес його знищення чи усунення, на відміну від звичайного ґрафіті, є доволі швидким. Технічно таке мистецтво є незаконним, проте на практиці його не часто переслідують.
Вагомою відмінністю в'язаних ґрафіті від більшості інших видів публічного мистецтва є фактична відсутність експресивності, соціально-політичного чи рекламного характеру, або вандалізму.
Здебільшого його метою є прикрашування громадських місць, які, на думку автора, цього потребують.

## Галерея

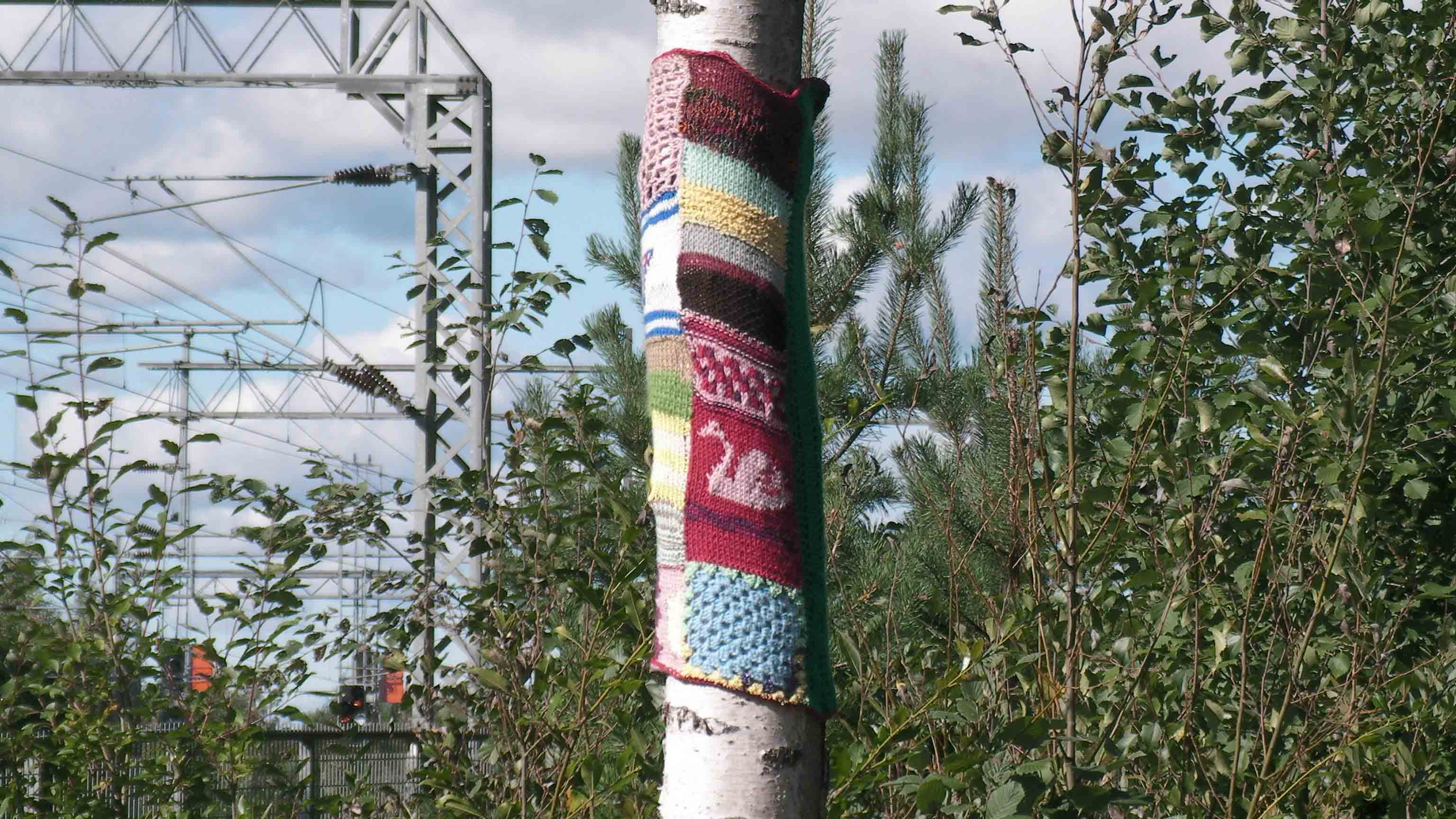
Гельсінкі, Фінляндія
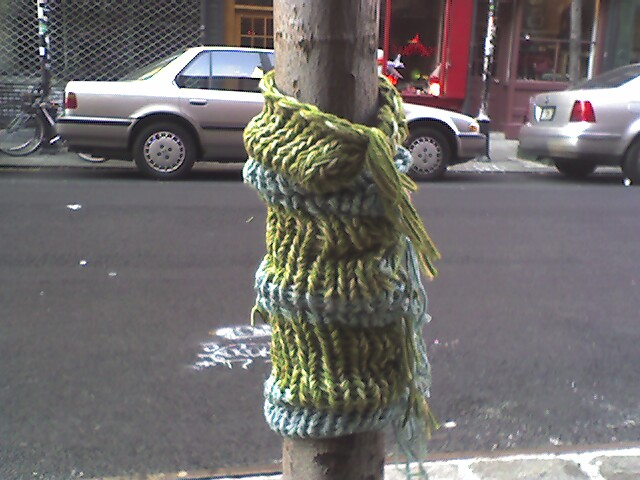
Нью-Йорк, США
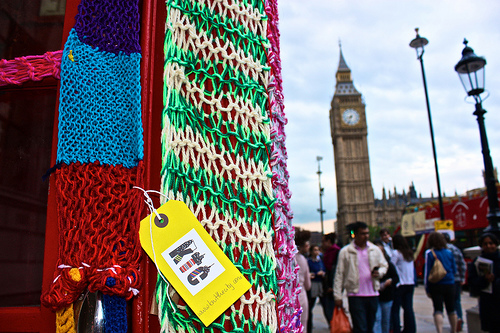
Лондон, Велика Британія (автор — Knit the City)
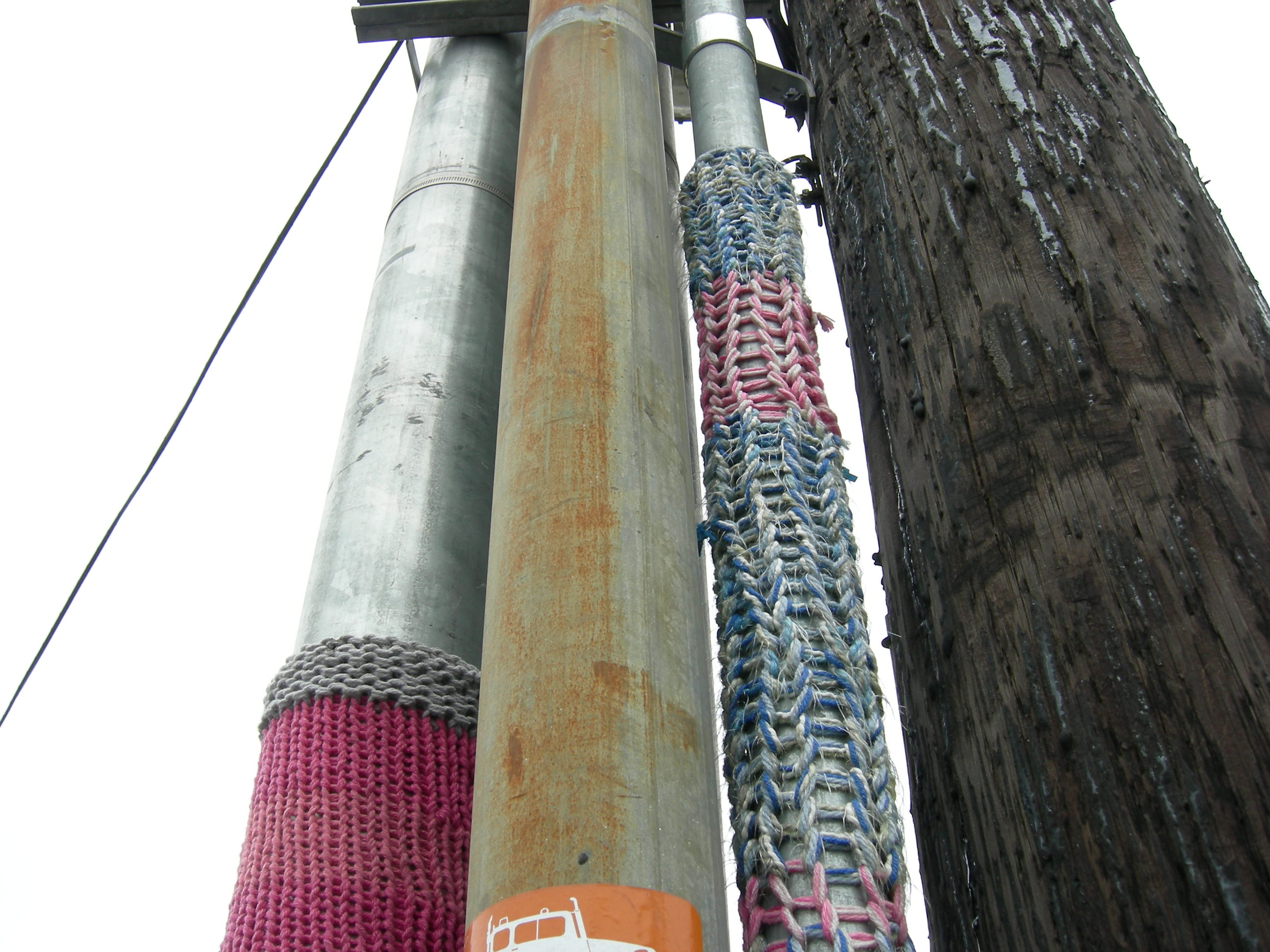
Сієтл, США
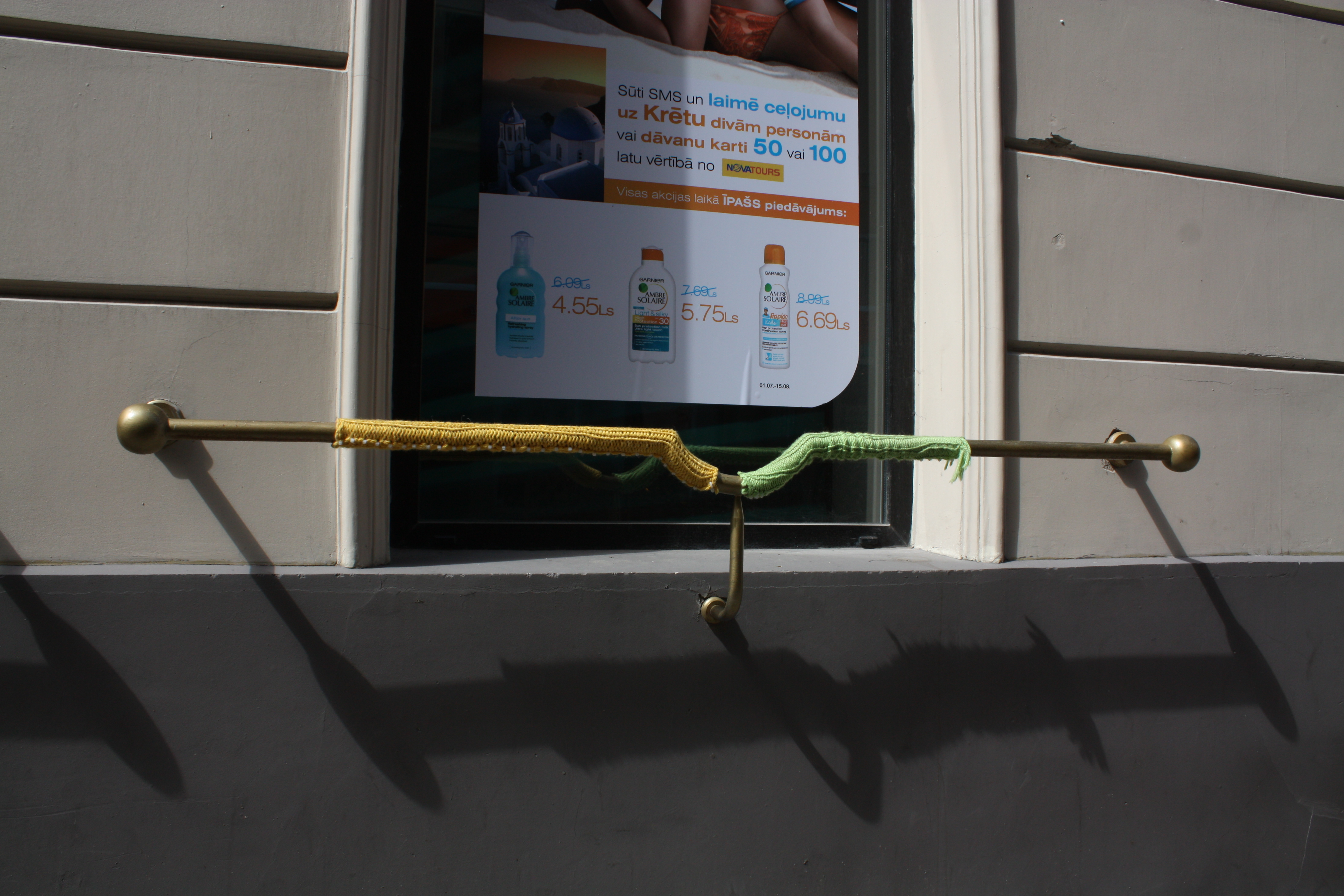
Рига, Латвія
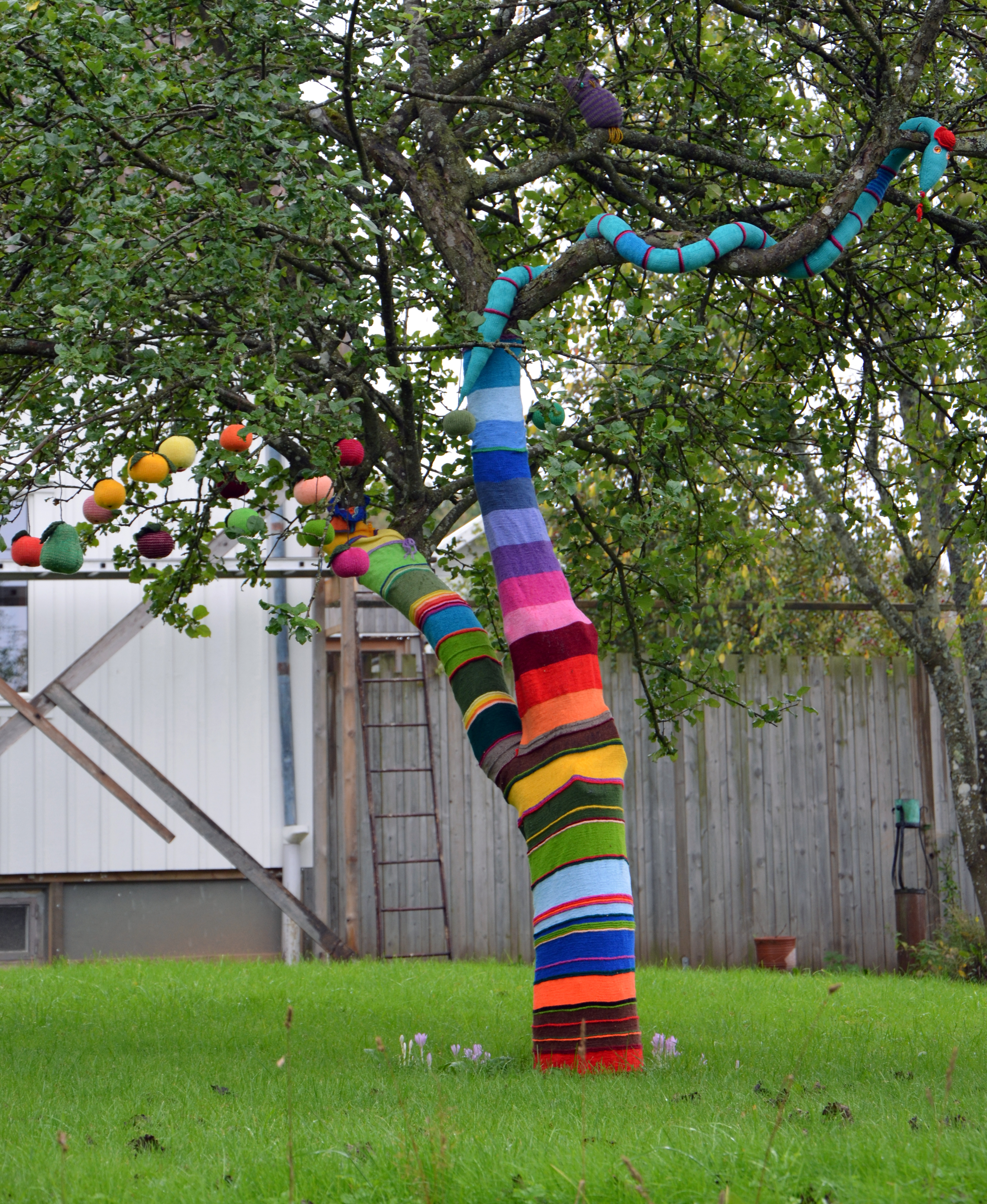
Од, Швеція